# Gare de Horinouchi
La gare de Horinouchi (堀ノ内駅, Horinouchi-eki) est une gare ferroviaire de la ville de Yokosuka, dans la préfecture de Kanagawa au Japon. La gare est exploitée par la compagnie Keikyū.

## Situation ferroviaire
Gare d'échange, elle est située au point kilométrique (PK) 52,3 de la ligne principale Keikyū. Elle marque le début de la ligne Keikyū Kurihama.

## Histoire
La gare de Horinouchi a été inaugurée le 1er avril 1930 sous le nom de gare de Yokosuka-Horinouchi. En 1942, la gare est reconstruite à son emplacement actuel, à 200 mètres de son emplacement d'origine. Elle reçoit son nom actuel en 1961.

## Service des voyageurs

### Accueil
La gare dispose d'un bâtiment voyageurs, avec guichets, ouvert tous les jours.

### Desserte
- Ligne principale Keikyū :
  - voie 1 : direction Uraga
  - voie 3 et 4 : direction Yokohama, Shinagawa et Sengakuji (interconnexion avec la ligne Asakusa pour Oshiage)
- Ligne Keikyū Kurihama :
  - voie 2 : direction Misakiguchi